# Busu ni Hanataba wo.
Busu ni Hanataba wo. (ブスに花束を。?  lit. Ramo para una chica fea.) es una serie de manga japonés escrito e ilustrado por Roku Sakura. Fue serializado en la revista de manga seinen Young Ace de Kadokawa Shōten desde el 4 de abril de 2016 hasta el 2 de septiembre de 2022, con sus capítulos recopilados en 13 volúmenes tankōbon. Una adaptación a serie de televisión de anime producida por Silver Link se estrenó en julio de 2025.

## Argumento
Hana Tabata, una estudiante de primer año de secundaria que se autodenomina fea, había llegado a la escuela una mañana temprano para su intercambio diario de flores en el aula. A Hana le gusta tanto este momento que, cuando se deleitaba poniendo una flor en su cabeza, Yōsuke Ueno, el chico más guapo de la clase que casualmente llegó a la escuela antes de tiempo, la vio haciéndolo. Yōsuke siempre ha sentido curiosidad por la persona que cambia las flores en el aula, y cuando descubre que se trata de Hana, los dos se acercan poco a poco. Sin embargo, la distancia entre Hana, que dobla numerosas banderas, y Yōsuke, que es ignorante y natural cuando se trata del amor, sigue siendo difícil de cerrar.

## Personajes
Hana Tabata (田端花 Tabata Hana?)
 Seiyū: Saori Hayami
La personaje principal de esta obra. Es una estudiante de primer año de secundaria. Tiene un físico regordete, es demasiado consciente de sí misma como fea y se tortura a sí misma por esa razón. Es miembro del comité de embellecimiento de flores. Es tranquila y amable, pero demasiado modesta y humilde para bien o para mal. Tiene un lado otaku que ama el manga shōjo y los videojuegos otome. Tiene la costumbre de golpearse para controlarse cuando está a punto de presumir. Para evitar toparse con la gente, va a la escuela por la mañana y arregla flores en un jarrón en el salón de clases. Por un capricho, Yōsuke la vio poniendo flores sobrantes en su cabello. Le gustan las cosas lindas, pero duda en usarlas debido a su baja autoestima. Inmediatamente después de ingresar a la escuela, no pudo unirse al grupo de chicas y estaba tan sola en su clase que se llamó a sí misma «Bocchi» (ぼっち Botchi?), pero a través de Yōsuke, interactúa con otros compañeros de su clase. Al principio, trata de mantener cierta distancia con Yōsuke debido a la diferencia de castas en la escuela, pero a medida que interactúa con él a diario, llega a sentir algo por Yōsuke.
Yōsuke Ueno (上野陽介 Ueno Yōsuke?)
 Seiyū: Shimba Tsuchiya
Sumire Uguisudani (鶯谷すみれ Uguisudani Sumire?)
 Seiyū: Yoshino Aoyama
Tetsuo Gotanda (五反田鉄男 Gotanda Tetsuo?)
 Seiyū: Yoshimasa Hosoya
Shinbashi Tsutomu (新橋努 Shinbashi Tsutomu?)
 Seiyū: Tasuku Hatanaka
Keisuke Ueno (上野 圭介 Ueno Keisuke?)
 Seiyū: Makoto Koichi
Ayaka Ōtsuka (大塚彩華 Ōtsuka Ayaka?)

## Contenido de la obra

### Manga
Busu ni Hanataba wo. está escrito e ilustrado por Roku Sakura. Fue serializado en la revista de manga seinen de Kadokawa Shoten, Young Ace, del 4 de abril de 2016 al 2 de septiembre de 2022. Kadokawa recopiló sus capítulos en trece volúmenes tankōbon, publicados desde el 4 de noviembre de 2016 hasta el 4 de agosto de 2025.
| Volúmenes de manga publicados | Volúmenes de manga publicados | Volúmenes de manga publicados |
| Número                        | Fecha de publicación          | ISBN                          |
| ----------------------------- | ----------------------------- | ----------------------------- |
| 1                             | 4 de noviembre de 2016        | ISBN 978-4-04-104884-9        |
| 2                             | 4 de julio de 2017            | ISBN 978-4-04-105648-6        |
| 3                             | 29 de diciembre de 2017       | ISBN 978-4-04-106396-5        |
| 4                             | 3 de julio de 2018            | ISBN 978-4-04-107056-7        |
| 5                             | 29 de diciembre de 2018       | ISBN 978-4-04-107734-4        |
| 6                             | 4 de julio de 2019            | ISBN 978-4-04-107735-1        |
| 7                             | 28 de diciembre de 2019       | ISBN 978-4-04-108933-0        |
| 8                             | 3 de julio de 2020            | ISBN 978-4-04-109635-2        |
| 9                             | 28 de diciembre de 2020       | ISBN 978-4-04-109636-9        |
| 10                            | 3 de agosto de 2021           | ISBN 978-4-04-111456-8        |
| 11                            | 4 de febrero de 2022          | ISBN 978-4-04-111457-5        |
| 12                            | 4 de noviembre de 2022        | ISBN 978-4-04-112859-6        |
| 13                            | 4 de agosto de 2025           | ISBN 978-4-04-116305-4        |

### Anime
En noviembre de 2022, se anunció que el manga recibirá una adaptación al anime. Más tarde se reveló que se trataba de una serie de televisión producida por Silver Link y dirigida y escrita por Mirai Minato, con Miwa Oshima diseñando los personajes y Yuki Hayashi y Shogo Yamashiro componiendo la música. Su estreno está previsto para el 4 de julio de 2025 en Tokyo MX y otras cadenas. El tema de apertura es "BLOOM" interpretado por TWS con Ayumu Imazu, mientras que el tema de cierre es "Souvenir" interpretado por Glasgow. Sato Company obtuvo la licencia de la serie en América Latina y la transmitirá próximamente en Amazon Prime Video.

## Recepción
La serie ocupó el quinto lugar en la categoría de manga impreso en la quinta edición del Next Manga Award en 2019.

## Otras lecturas
- «「ブスだってがんばってるんだよォ」！　卑屈すぎる新自虐系JK喪女コメディ『ブスに花束を。』». Da Vinci News (en japonés). Kadokawa Corporation. 5 de noviembre de 2016. Consultado el 5 de noviembre de 2022.
- «正直「わかりみ」しかない……ブス系少女漫画に見る喪女の恋愛心理». Da Vinci News (en japonés). Kadokawa Corporation. 22 de enero de 2016. Consultado el 5 de noviembre de 2022.